# Поларна јуричица
Поларна јуричица (лат. Acanthis hornemanni) врста је птице из породице Fringillidae. Насељава подручје тундре. У оквиру ове врсте постоје две подврсте — A. h. hornemanni, која насељава Гренланд и северне делове Канаде, и A. h. exilipes, која се гнезди у тундрама Северне Америке и Евроазије. Веома је слична северној јуричици и само искусни орнитолози могу да уоче незнатне разлике између ове две врсте, а које се огледају у различитим крилима и тртицама. Латинско име је добила по старогрчкој речи за неидентификовану малу врсту птице и по данском ботаничару Јенсу Вилкену Хорнеману.